# Институт химии высокочистых веществ имени Г. Г. Девятых РАН
Учреждение Российской академии наук Институт химии высокочистых веществ им. Г. Г. Девятых РАН (Институт химии высокочистых веществ, ИХВВ РАН) был образован в 1988 году в городе Горький на базе отдела веществ особой чистоты и летучих соединений металлов Института химии АН СССР по инициативе советского химика, академика АН СССР Григория Григорьевича Девятых.

## Основные направления деятельности
- развитие научных основ процессов разделения смесей и получения высокочистых веществ;
- разработка методов глубокой очистки веществ различных химических классов;
- развитие методов анализа высокочистых веществ;
- получение, анализ и исследование свойств высокочистых веществ, в том числе моноизотопных;
- создание новых материалов на основе высокочистых веществ;
- разработка научных основ технологии высокочистых веществ и материалов, функциональных устройств из них.

## Структура института
В состав института входит 10 лабораторий:
- химии высокочистых бескислородных стёкол;
- технологии волоконных световодов;
- высокочистых оптических материалов;
- летучих соединений металлов;
- полупроводниковых материалов;
- физических методов исследования высокочистых веществ;
- аналитической химии высокочистых веществ;
- теории высокочистого состояния и разделения смесей веществ;
- плазмохимических методов получения высокочистых веществ;
- выставка-коллекция веществ особой чистоты.

## Известные сотрудники
- Девятых, Григорий Григорьевич — основатель и первый директор института (1988 - 1998[3]), академик РАН.
- Чурбанов, Михаил Фёдорович — директор института с 1998 по 2018 год, академик РАН.
- Гурьянов, Алексей Николаевич — член-корреспондент РАН, заведующий лабораторией технологии волоконных световодов.